# Larnas
Ne doit pas être confondu avec Lanas.
Larnas est une commune française, située dans le département de l'Ardèche en région Auvergne-Rhône-Alpes.
Les habitants sont appelés les Larnassiens et les Larnassiennes.

## Géographie

### Situation
Larnas est située sur le bord oriental du plateau de Saint-Remèze, à 300 mètres d'altitude. Le village est traversé par la Nègue et dominé par la Dent de Rez (719m).

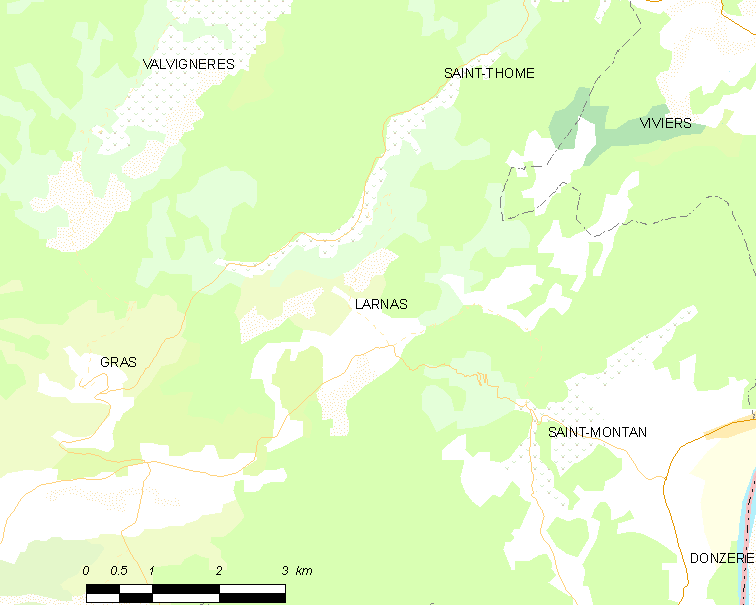
Carte de la commune.

### Lieux-dits, hameaux et écarts
La commune est composée du chef-lieu et des hameaux de : Gerbaux, Valgayette-Haut, Valgayette-Bas, situés dans la vallée de la Nègue. 

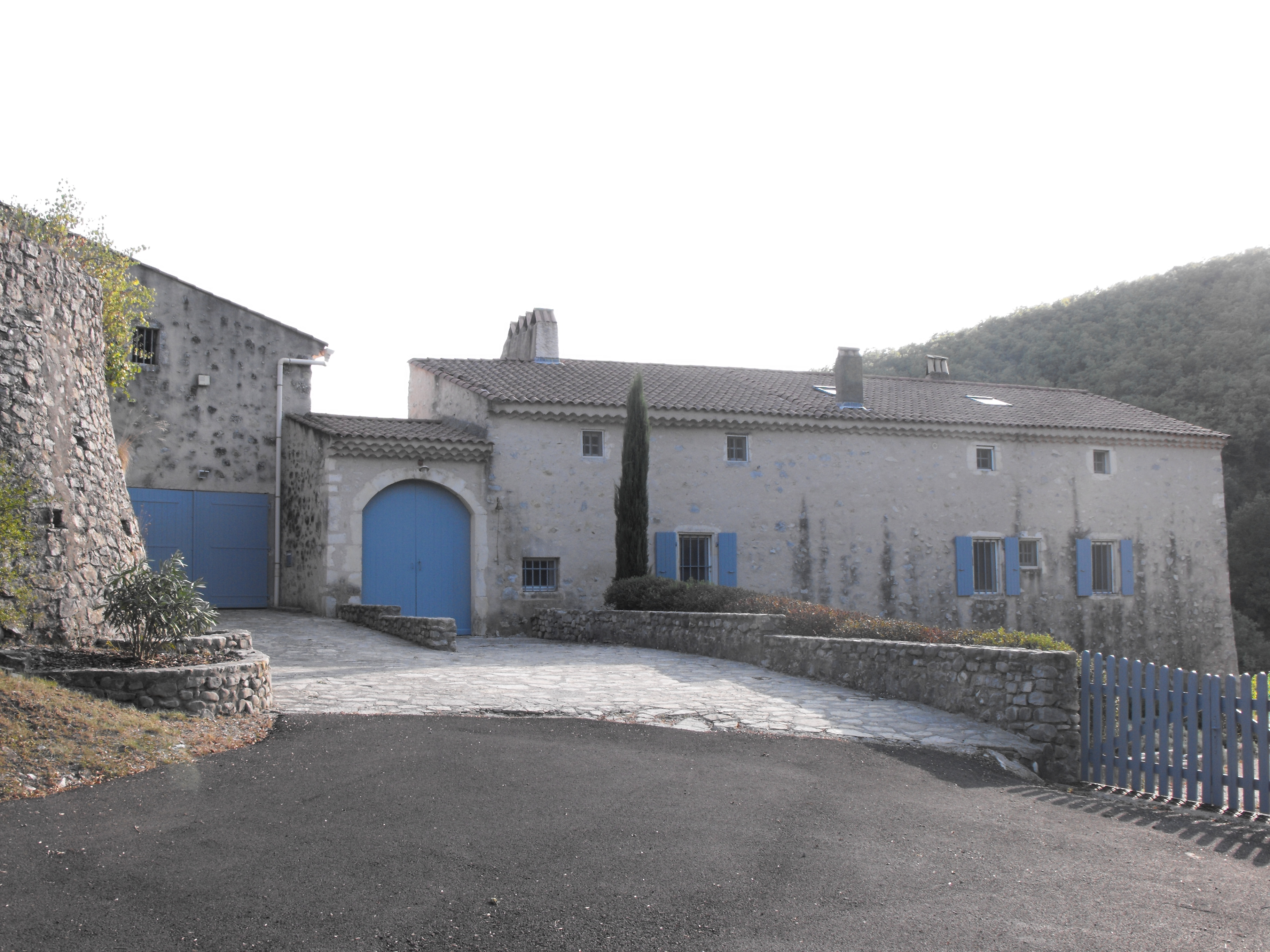
Maison du hameau de Valgayette-Bas.

### Communes limitrophes
Larnas est limitrophe de cinq communes, toutes situées dans le département de l'Ardèche et réparties géographiquement de la manière suivante :

### Climat
Pour des articles plus généraux, voir Climat d'Auvergne-Rhône-Alpes et Climat de l'Ardèche.
En 2010, le climat de la commune est de type climat méditerranéen altéré, selon une étude du CNRS s'appuyant sur une série de données couvrant la période 1971-2000. En 2020, Météo-France publie une typologie des climats de la France métropolitaine dans laquelle la commune est exposée à un climat méditerranéen et est dans la région climatique Provence, Languedoc-Roussillon, caractérisée par une pluviométrie faible en été, un très bon ensoleillement (2 600 h/an), un été chaud (21,5 °C), un air très sec en été, sec en toutes saisons, des vents forts (fréquence de 40 à 50 % de vents > 5 m/s) et peu de brouillards.
Pour la période 1971-2000, la température annuelle moyenne est de 12,7 °C, avec une amplitude thermique annuelle de 17,7 °C. Le cumul annuel moyen de précipitations est de 884 mm, avec 5,9 jours de précipitations en janvier et 4 jours en juillet. Pour la période 1991-2020, la température moyenne annuelle observée sur la station météorologique de Météo-France la plus proche, sur la commune de Donzère à 9 km à vol d'oiseau, est de 14,5 °C et le cumul annuel moyen de précipitations est de 826,1 mm,. Pour l'avenir, les paramètres climatiques de la commune estimés pour 2050 selon différents scénarios d'émission de gaz à effet de serre sont consultables sur un site dédié publié par Météo-France en novembre 2022.

### Hydrographie
Il n'existe pas de cours d'eau notable à l'exception de la Négue, affluent de l'Escoutay et de ses quelques ruisseaux qui l'alimentent.

### Voies de communication
Le territoire communal est situé à l'écart des grands axes routiers de communication. Il n'est traversé que par la route départementale 262 qui permet de relier le bourg aux communes de la vallée du Rhône et à l'ancienne RN86.

## Urbanisme

### Typologie
Au 1er janvier 2024, Larnas est catégorisée commune rurale à habitat dispersé, selon la nouvelle grille communale de densité à 7 niveaux définie par l'Insee en 2022.
Elle est située hors unité urbaine. Par ailleurs la commune fait partie de l'aire d'attraction de Pierrelatte, dont elle est une commune de la couronne,. Cette aire, qui regroupe 17 communes, est catégorisée dans les aires de moins de 50 000 habitants,.

### Occupation des sols
L'occupation des sols de la commune, telle qu'elle ressort de la base de données européenne d’occupation biophysique des sols Corine Land Cover (CLC), est marquée par l'importance des forêts et milieux semi-naturels (76,9 % en 2018), une proportion sensiblement équivalente à celle de 1990 (76,6 %). La répartition détaillée en 2018 est la suivante : 
forêts (52 %), milieux à végétation arbustive et/ou herbacée (24,9 %), zones agricoles hétérogènes (11,2 %), cultures permanentes (8,2 %), zones urbanisées (3,6 %).
L'évolution de l’occupation des sols de la commune et de ses infrastructures peut être observée sur les différentes représentations cartographiques du territoire : la carte de Cassini (XVIIIe siècle), la carte d'état-major (1820-1866) et les cartes ou photos aériennes de l'IGN pour la période actuelle (1950 à aujourd'hui).

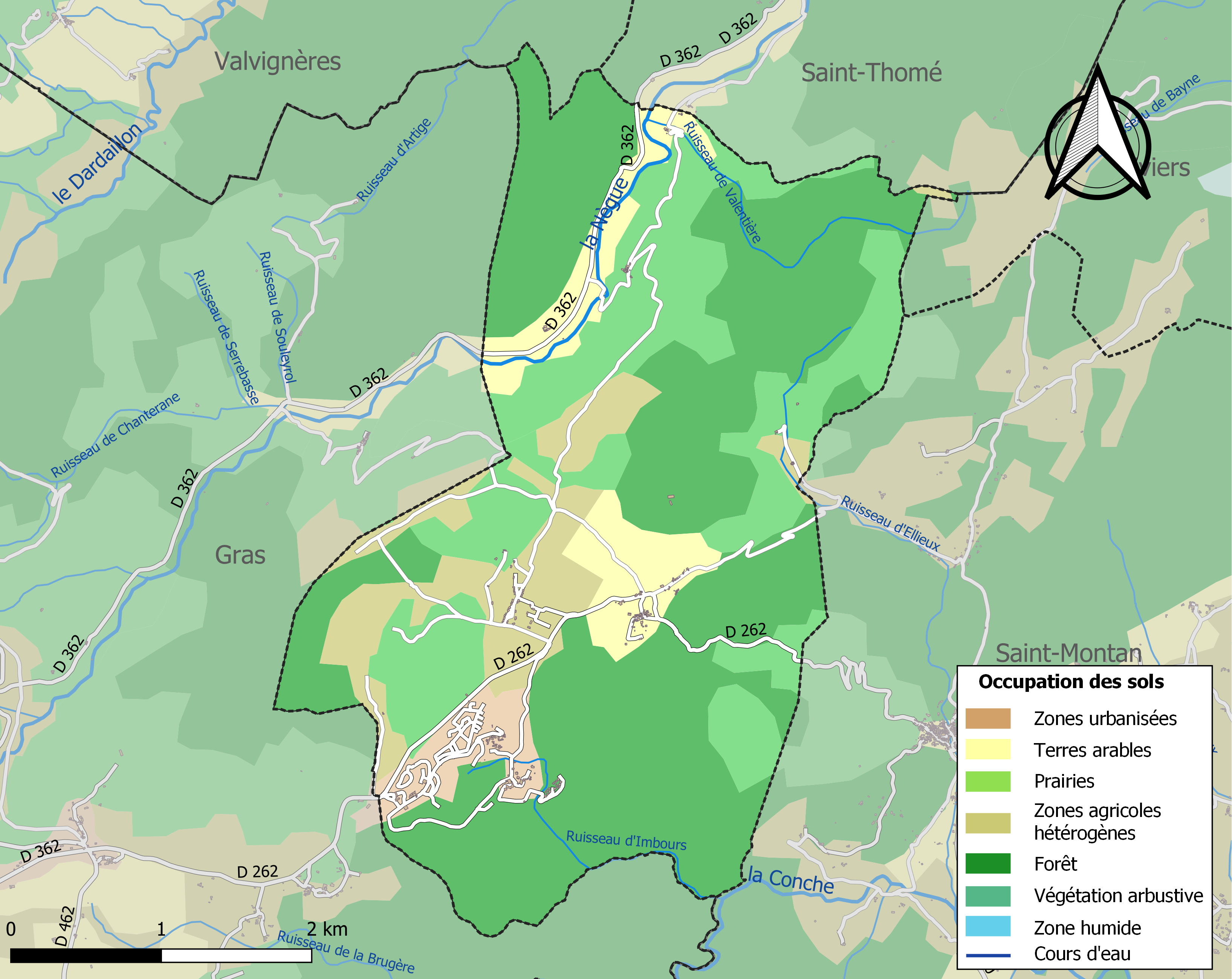
Carte des infrastructures et de l'occupation des sols de la commune en 2018 (CLC).

### Risques naturels

#### Risques sismiques
L'ensemble du territoire de la commune de Larnas est situé en zone de sismicité no 3 (sur une échelle de 1 à 5), comme la plupart des communes situées à proximité de la vallée du Rhône, mais non loin de la zone no 2 qui correspond au plateau ardéchois.
| Type de zone | Niveau            | Définitions (bâtiment à risque normal) |
| ------------ | ----------------- | -------------------------------------- |
| Zone 3       | Sismicité modérée | accélération = 1,1 m/s2                |

## Histoire
Au Moyen Âge, Larnas faisait partie de la seigneurie de Balazuc, qui dépendant des gorges de l'Ardèche était vassale des comtes de Toulouse, contrairement aux villages de la vallée qui dépendaient, eux, des évêques de Viviers.
L'église Saint-Pierre de Larnas est édifiée par les moines bénédictins de Cruas dans la première moitié du XIIe siècle.

### Héraldique
| Blason de Larnas | Les armes de Larnas se blasonnent ainsi : De gueules (d’argent) à l’épée haute d'or (de sable), à la champagne échiquetée d'or et d'azur (de gueules et d’argent) de trois tires. |

## Politique et administration

### Liste des maires
| Période                                  | Période                        | Identité        | Étiquette | Qualité                                                                                          |
| ---------------------------------------- | ------------------------------ | --------------- | --------- | ------------------------------------------------------------------------------------------------ |
| Les données manquantes sont à compléter. |                                |                 |           |                                                                                                  |
|                                          | mars 1983                      | Henri Guérin    |           | Agriculteur                                                                                      |
| mars 1983                                | juin 1995                      | Suzanne Doize   |           | Institutrice                                                                                     |
| juin 1995                                | 23 mai 2020                    | Marc Boulay     | DVD       | Commerçant                                                                                       |
| 23 mai 2020                              | En cours (au 15 novembre 2020) | Bernard Chazaut | DVG       | Directeur d’école, conseiller départemental du canton de Bourg-Saint-Andéol depuis décembre 2024 |

## Population et société

### Démographie
L'évolution du nombre d'habitants est connue à travers les recensements de la population effectués dans la commune depuis 1793. Pour les communes de moins de 10 000 habitants, une enquête de recensement portant sur toute la population est réalisée tous les cinq ans, les populations de référence des années intermédiaires étant quant à elles estimées par interpolation ou extrapolation. Pour la commune, le premier recensement exhaustif entrant dans le cadre du nouveau dispositif a été réalisé en 2007.

En 2022, la commune comptait 272 habitants, en évolution de +17,75 % par rapport à 2016 (Ardèche : +2,48 %, France hors Mayotte : +2,11 %).
| 1793 | 1800 | 1806 | 1821 | 1831 | 1836 | 1841 | 1846 | 1851 |
| ---- | ---- | ---- | ---- | ---- | ---- | ---- | ---- | ---- |
| 205  | 150  | 267  | 123  | 120  | 187  | 153  | 179  | 182  |

| 1856 | 1861 | 1866 | 1872 | 1876 | 1881 | 1886 | 1891 | 1896 |
| ---- | ---- | ---- | ---- | ---- | ---- | ---- | ---- | ---- |
| 203  | 204  | 188  | 181  | 174  | 180  | 169  | 169  | 174  |

| 1901 | 1906 | 1911 | 1921 | 1926 | 1931 | 1936 | 1946 | 1954 |
| ---- | ---- | ---- | ---- | ---- | ---- | ---- | ---- | ---- |
| 168  | 145  | 141  | 92   | 82   | 83   | 72   | 77   | 64   |

| 1962 | 1968 | 1975 | 1982 | 1990 | 1999 | 2006 | 2007 | 2012 |
| ---- | ---- | ---- | ---- | ---- | ---- | ---- | ---- | ---- |
| 54   | 52   | 56   | 83   | 70   | 90   | 91   | 91   | 195  |

| 2017 | 2022 | - | - | - | - | - | - | - |
| ---- | ---- | - | - | - | - | - | - | - |
| 238  | 272  | - | - | - | - | - | - | - |

### Enseignement
La commune est rattachée à l'académie de Grenoble.

### Médias
La commune est située dans la zone de distribution de deux organes de la presse écrite :
- L'Hebdo de l'Ardèche

Il s'agit d'un journal hebdomadaire français basé à Valence et couvrant l'actualité de tout le département de l'Ardèche.
- Le Dauphiné libéré

Il s'agit d'un journal quotidien de la presse écrite française régionale distribué dans la plupart des départements de l'ancienne région Rhône-Alpes, notamment l'Ardèche. La commune est située dans la zone d'édition de Privas.
- Ici Drôme Ardèche est une radio publique diffusée sur son territoire et sur la totalité du département.

### Cultes
La communauté catholique et l'église paroissiale de Larnas (propriété de la commune) sont rattachées à la paroisse Saint Andéol d’Ardèche, elle-même rattachée au diocèse de Viviers.

## Culture locale et patrimoine

### Patrimoine religieux
- Église Saint-Pierre, édificie daté de la première moitié du XIIe siècle et classé au titre des monuments historiques depuis 1907[22].

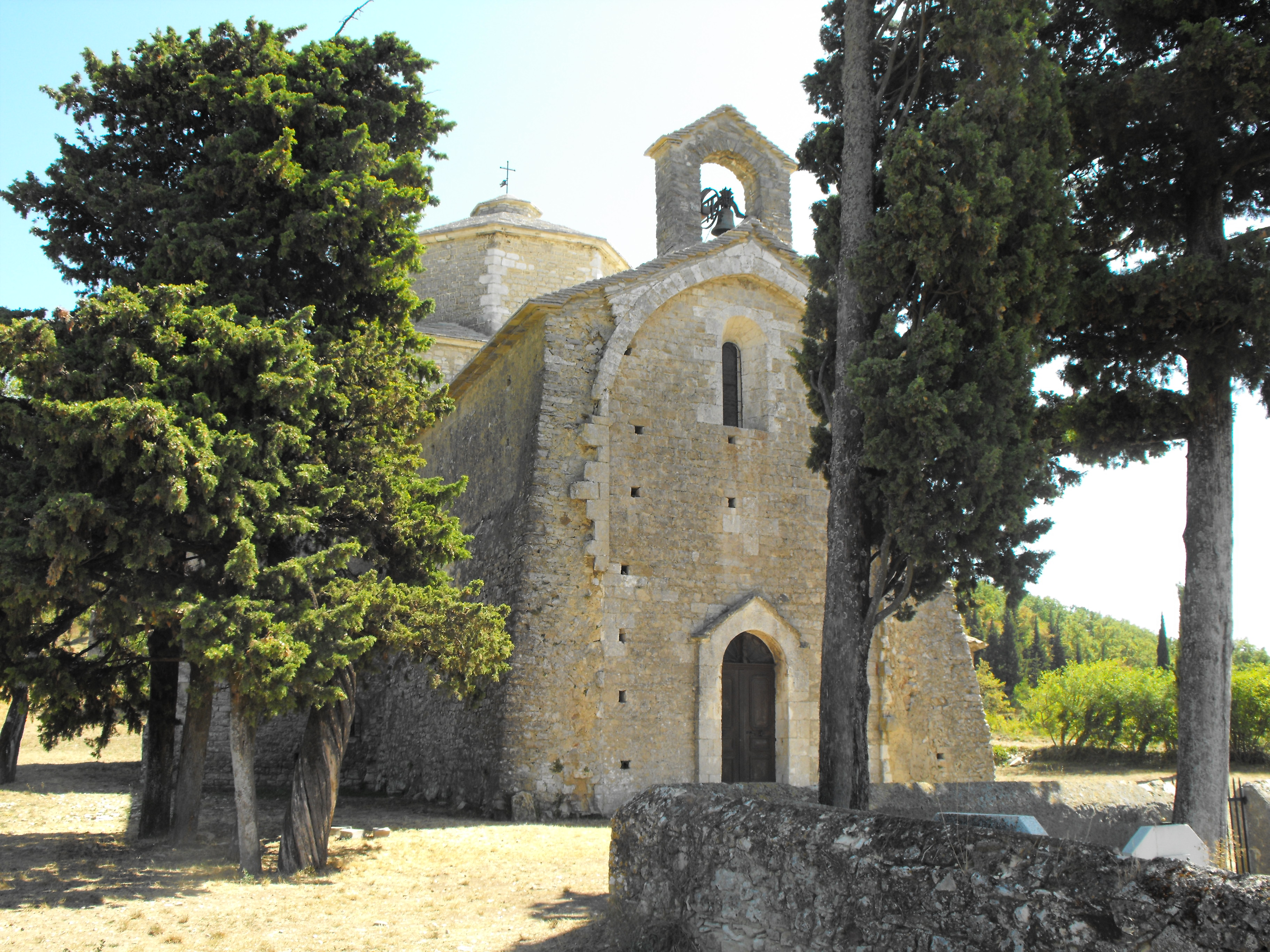
L'église et son clocheton.

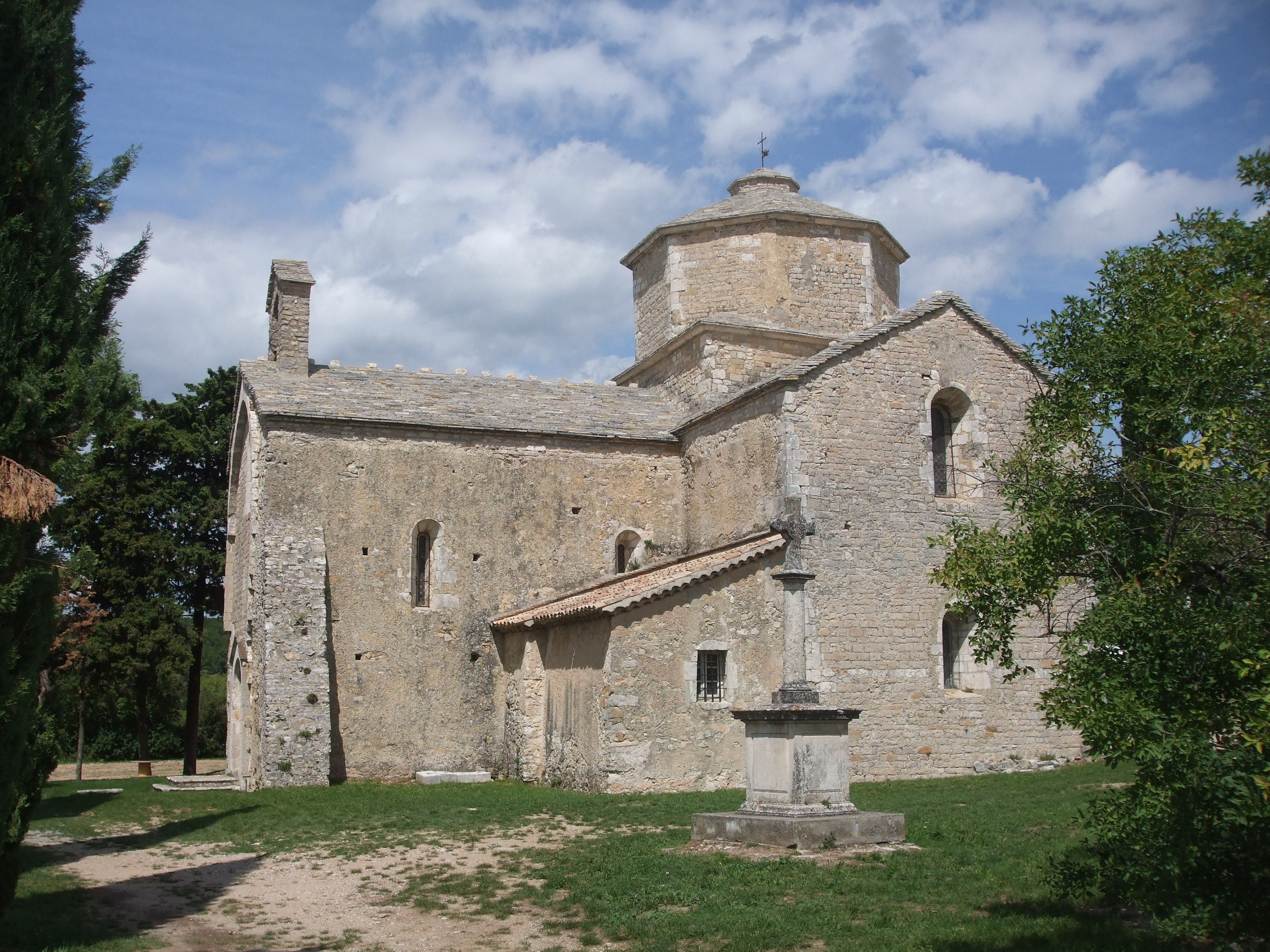
L'église Saint-Pierre.

### Lieux et monuments
- Domaine d'Imbours (270 hectares), centre de vacances.

### Manifestation culturelle
- Jazz sur un plateau, festival de jazz se déroulant durant trois soirées, tous les étés en juillet, aux abords de l'église Saint-Pierre à Larnas.

Quelques photos de sites et lieux de la commune
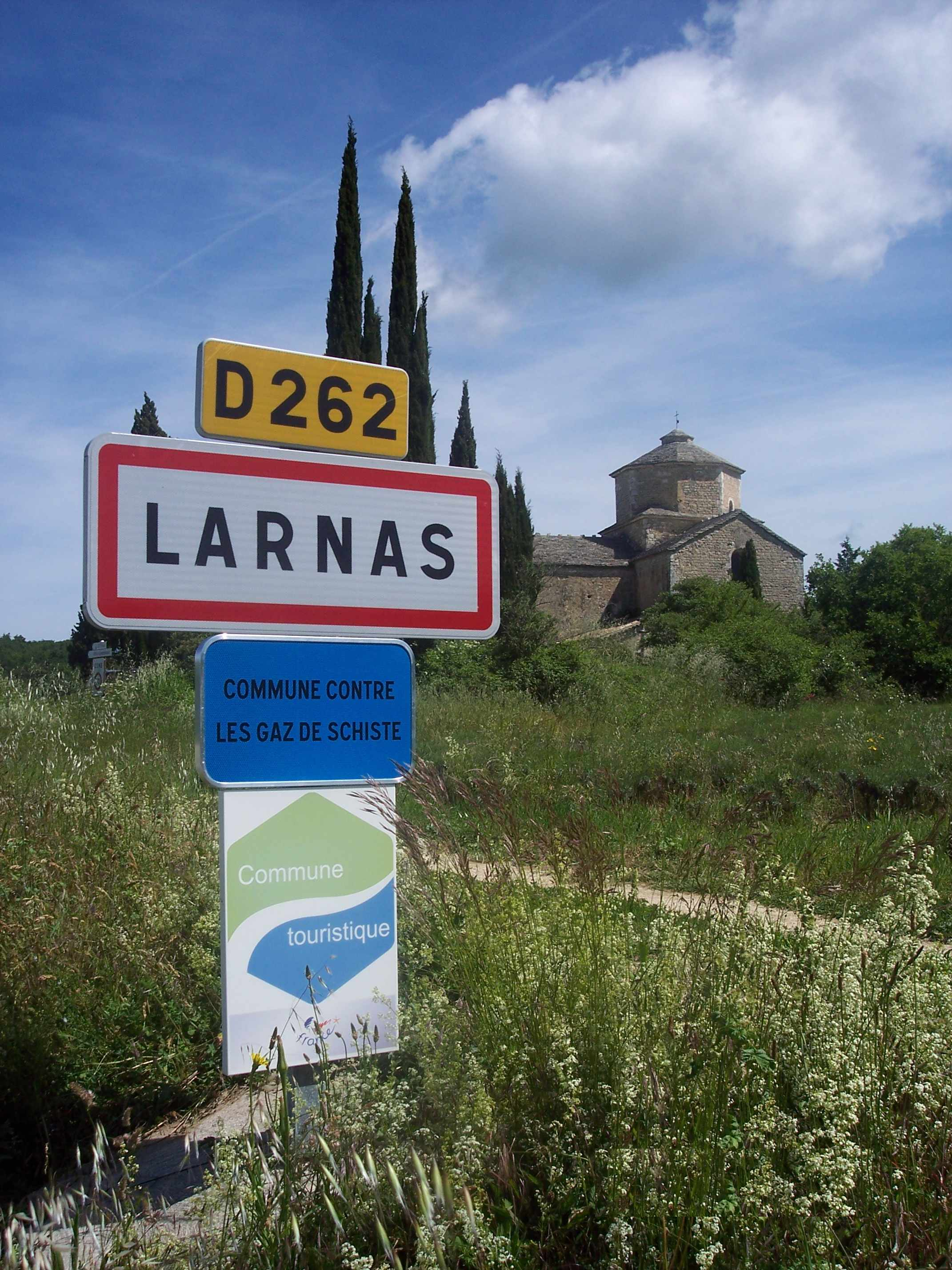
Larnas commune contre les gaz de schiste.
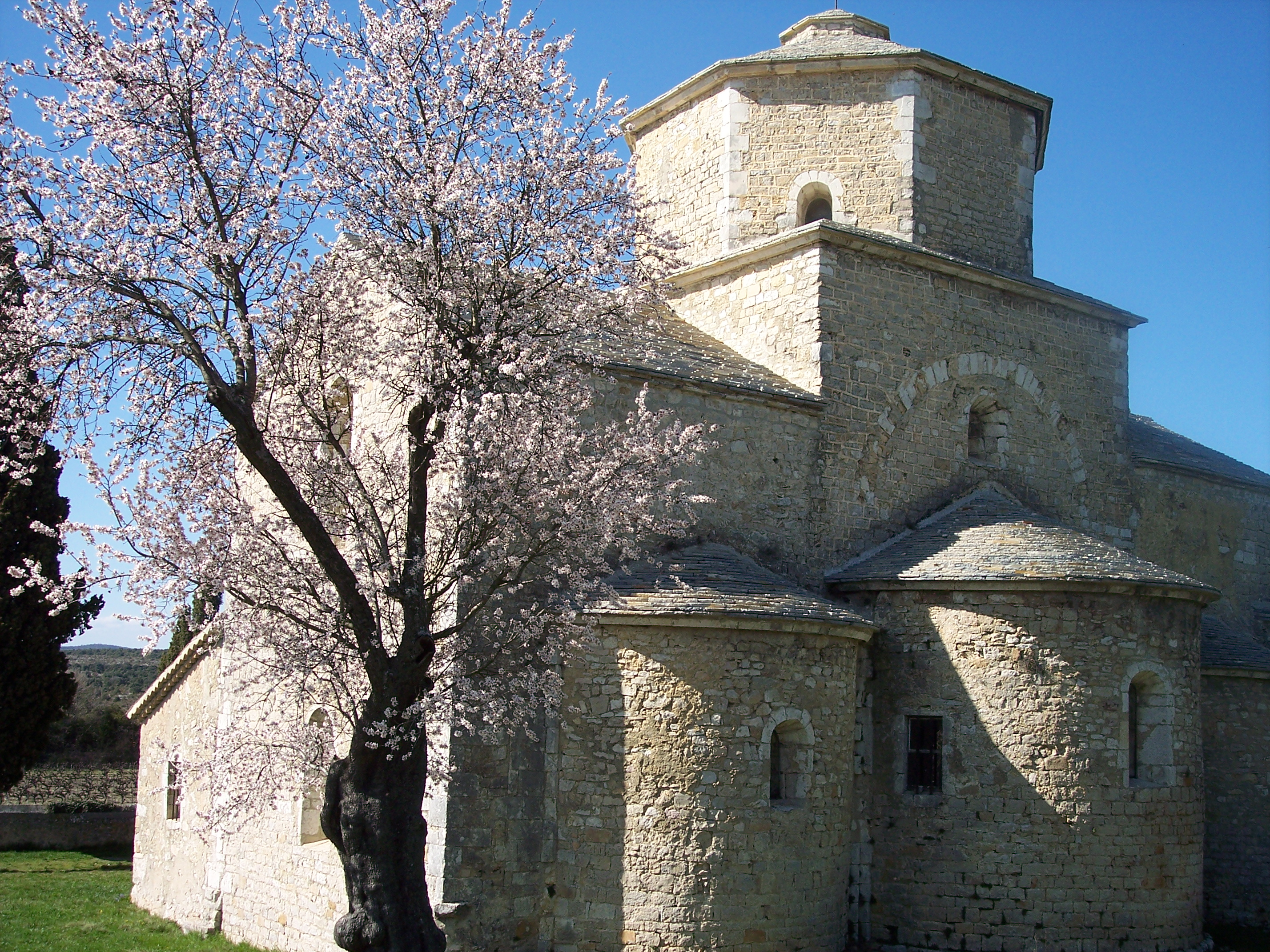
L'église Saint-Pierre.
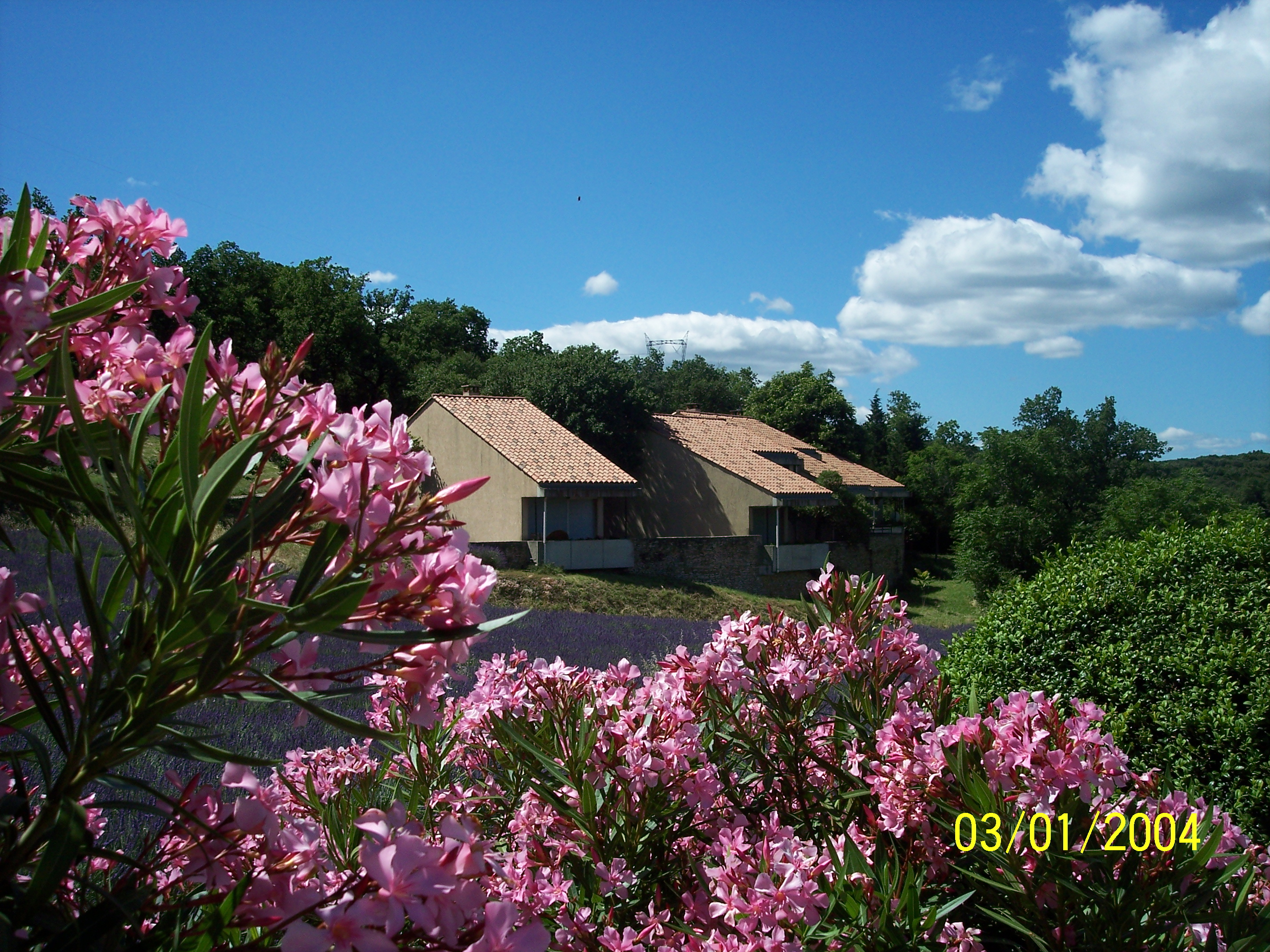
Les cinq gîtes communaux de Larnas.
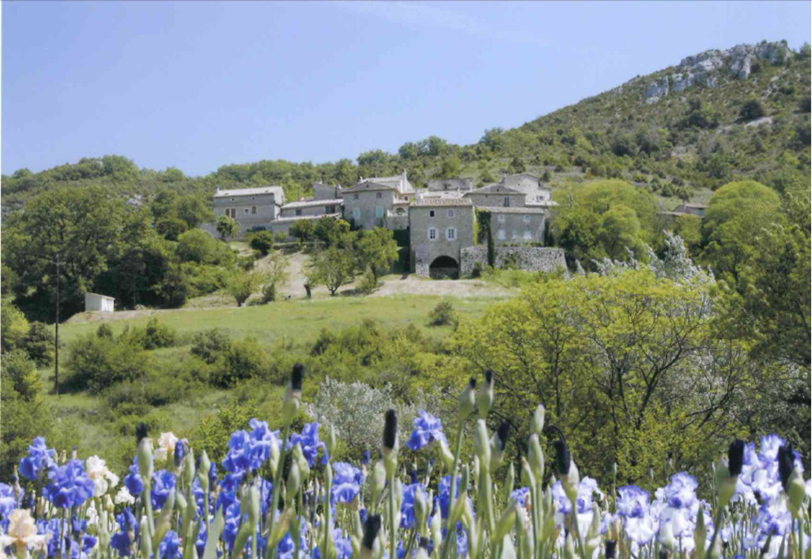
Le hameau des Hautes Valgayettes et l'iriseraie de monsieur Laporte.

### Films tournés à Larnas
- 1993 : L'Heure du cochon de Leslie Megahey[23]
- 2014 : La Trouvaille de Juliette de Jérôme Navarro (téléfilm)